# Antipapa Lourenço
Lourenço (possivelmente Célio) foi o arcipreste da Basílica de Santa Prassede e mais tarde o antipapa da Igreja Católica Romana. Eleito em 498 na Basílica de Santa Maria (presumivelmente Santa Maria Maior) com o apoio de uma facção dissidente com simpatias bizantinas, que era apoiada pelo imperador romano oriental Anastácio I Dicoro, em oposição ao Papa Símaco, a divisão entre as duas facções opostas se dividiu não apenas na igreja, mas o senado e o povo de Roma. No entanto, Lourenço permaneceu em Roma como papa até 506.

## Biografia
Arcipreste da Basílica de Santa Prassede, Lourenço foi eleito papa em 22 de novembro de 498, em oposição ao Papa Símaco, por uma facção dissidente. Se acreditarmos na versão descrita por Teodoro, Lourenço foi escolhido pelo ex-cônsul Rúfio Postúmio Festo como candidato; Festo havia prometido secretamente ao imperador bizantino Anastácio que o papa Anastácio II aprovaria o Henótico, mas ao retornar de Constantinopla descobriu que o papa havia morrido.
Os grupos de apoio a Lourenço e Símaco dividiram o clero, o Senado e as pessoas comuns, levando a violentos confrontos entre grupos rivais de partidários. Estava claro que alguma forma de arbitragem era necessária, e ambos os grupos seguiram para Ravena para apresentar seus argumentos ao rei Teodorico, o Grande dos ostrogodos. Jeffrey Richards observa que "é um estado notável quando um rei ariano tem, por qualquer motivo, que escolher um papa católico". Teodorico revisou os fatos e descobriu que Símaco preenchia seus critérios para ser devidamente consagrado papa. O "Fragmento de Lourenço", um documento escrito por partidários de Lourenço, afirma que Símaco obteve a decisão pagando subornos, enquanto o diácono Magno Felix Enódio de Milão escreveu mais tarde que $ 400 soldos foram distribuídos entre personagens influentes, a quem seria indiscreto nomear.
Vencedor, Símaco procedeu à convocação de um sínodo realizado em Roma em 1º de março de 499, que contou com a presença de 72 bispos e todo o clero romano, com o objetivo de confirmar que sua congregação acatava o julgamento do rei, bem como garantir no futuro, não haveria tumultos ou campanhas ilegais na época das eleições. Ele também tentou apaziguar sua oposição oferecendo a Lourenço a Diocese de Nucéria, na Campânia. De acordo com o relato no Liber Pontificalis, Símaco concedeu a sé em Lourenço "guiado pela simpatia", mas o "Fragmento de Lourenço" afirma que Lourenço "foi severamente ameaçado e bajulado, e despachado à força" para Nucéria. Em ambos os casos, a inscrição de April, bispo de Nucéria, à acta do sínodo de 502 sugere que Lourenço nunca assumiu a sé, ou foi deposto dela logo depois.
No entanto, os partidários de Lourenço sustentaram o cisma. Liderados por Festo, um grupo de clérigos e senadores apresentou acusações contra Símaco na tentativa de garantir seu depoimento. Teodorico convocou Símaco a Rimini para responder a essas acusações, mas depois de chegar, Símaco fugiu da cidade no meio da noite, voltando para Roma, onde se refugiou na Basílica de São Pedro. Sua fuga foi um grande erro, pois foi amplamente vista como uma admissão de culpa. Muitos do clero retiraram-se da comunhão com Símaco e entraram em comunhão com Lourenço.
Um sínodo contencioso realizado em 502 não conseguiu resolver o cisma. Lourenço voltou a Roma no final daquele ano, e nos quatro anos seguintes, de acordo com o "Fragmento Laurenciano", ele manteve suas igrejas e governou como papa, com o apoio de Festo. Lourenço só foi forçado a deixar sua posição quando um esforço diplomático para convencer Teodorico a intervir teve sucesso. Conduzidos principalmente por dois apoiadores não romanos, o diácono milanês Enódio e o diácono exilado Dióscoro, eles convenceram o médico pessoal do rei, o diácono Helpídio, e então convenceram Teodorico a instruir Festo a entregar as igrejas romanas a Símaco.
Assim que a notícia da decisão de Teodorico chegou a Roma, Lourenço retirou-se da cidade para uma das propriedades de Festo, de acordo com o "Fragmento de Lourenço", porque "ele não queria que a cidade fosse perturbada por lutas diárias", onde jejuou constantemente até sua morte.